# Enrique Clavero
José Enrique Clavero Contreras war ein chilenischer Fußballspieler. Der Stürmer absolvierte sechs Länderspiele für die chilenische Nationalmannschaft, in denen er vier Tore erzielte.

## Karriere
Enrique Clavero spielte von 1937 bis 1942 mit seinen Brüdern Francisco, Guillermo, Carlos und dem späteren Nationalspieler Jorge Vásquez für Universidad Santa Maria. 1944 schloss sich der Offensivspieler den Santiago Wanderers an und ging kurze Zeit später, 1945, zu Everton, wo er wieder mit seinem Bruder Guillermo spielte. 1947 kehrte Enrique zu den Wanderers zurück und spielte 1949 noch eine Saison für den Hauptstadtklub Badminton FC.